# Pioneabathra
Pioneabathra is een geslacht van vlinders uit de familie van de grasmotten (Crambidae). De wetenschappelijke naam van dit geslacht is voor het eerst voorgesteld door Jay C. Shaffer en Eugene Gordon Munroe in een publicatie uit 2007.

## Soorten
- P. flammea Maes, 2019
- P. olesialis (Walker, 1859)